# Akum
Die Sprache Akum (auch anyar und okum; ISO 639-3 ist aku) ist eine jukunoide Sprache, die in Kamerun und Nigeria gesprochen wird.
Sie ist eine platoide Sprache aus der Untergruppe Yukuben-Kuteb aus der Gruppe der Benue-Kongo-Sprachen innerhalb der Niger-Kongo-Sprachfamilie.
Das Akum wird in Kamerun an der nigerianischen Grenze sowie in den angrenzenden Gebieten Nigerias gesprochen. Sie hat etwa 1400 Sprecher in Kamerun in der Nordwestprovinz. Das Volk, das diese Sprache spricht, sind die Anyar.
Die Sprache gilt als eine bedrohte Sprache, da die Sprecher zumeist dazu übergehen, Englisch oder Französisch zu sprechen, die Amtssprachen Nigerias respektive Kameruns.